# Collette Sunderman
Collette Marie Sunderman, née le 25 octobre 1959, est une réalisatrice américaine principalement impliquée dans la direction vocale pour les dessins animés, les productions cinématographiques et les jeux vidéo.

## Carrière
Sunderman commence sa carrière dans l'animation au début des années 1990 pour Hanna-Barbera, où elle travaille comme coordinatrice des talents,.
Plusieurs années plus tard, elle fait le casting et, à certaines occasions, co-réalise avec Kris Zimmerman le Laboratoire de Dexter, The Real Adventures of Jonny Quest et Johnny Bravo. 
Sunderman travaille régulièrement pour Warner Bros. Animation et Cartoon Network Studios. Elle est également activement impliquée dans les projets Scooby-Doo, ayant travaillé à la fois sur des séries d'animation et des films.